# Vegar Bjerke
Vegar Bjerke (Lillehammer, 28 luglio 1979) è un ex calciatore norvegese, di ruolo centrocampista.

## Carriera

### Club
Bjerke giocò nello HamKam a partire dal 1997. Esordì nella Tippeligaen il 4 luglio 2004, sostituendo Espen Olsen nella vittoria per 3-2 sul Sogndal. Il 29 ottobre 2005 segnò la prima rete nella massima divisione norvegese, nel pareggio casalingo per 1-1 contro il Brann. Al termine del campionato 2013, passò al Moelven.